# Cefuroxim
Cefuroxim ist ein Arzneistoff und eine chemische Verbindung aus der Gruppe der β-Lactam-Antibiotika. Die Substanz wird in der Medizin als Antibiotikum eingesetzt und zählt zu den Cephalosporinen der zweiten Generation. Die bakterizide Wirkung beruht auf der Hemmung eines Enzyms, das für den Aufbau der Peptidoglycan-Zellwand benötigt wird.

## Wirkspektrum
Cefuroxim zeigt im Vergleich zu Cephalosporinen der ersten Generation eine verstärkte Wirkung gegen gramnegative Stäbchen, vor allem gegen Haemophilus influenzae und Enterobacteriaceae. Cefuroxim besitzt eine hohe Stabilität gegenüber β-Lactamasen.

## Indikationen
Cefuroxim wird angewendet bei akuten und chronischen bakteriellen Infektionen z. B. der Atemwege, der Nieren, der Haut.
Außerdem wird es zur Behandlung bei Sepsis angewandt. Cefuroxim ist das einzige Cephalosporin der 2. Generation, das liquorgängig ist und somit das Mittel der ersten Wahl bei einer Meningitis, die durch Cefuroxim-empfindliche Erreger verursacht wurde. Des Weiteren wird Cefuroxim häufig als Antibiotikaprophylaxe zur Vorbeugung von postoperativen Wundinfektionen bei chirurgischen Eingriffen verwendet.

## Verabreichung
Für die intravenöse Gabe wird das gut wasserlösliche Natriumsalz Cefuroxim-Natrium verwendet. Das in Wasser schwerlösliche Prodrug Cefuroximaxetil ist zur oralen Gabe als Tablette oder Suspension bestimmt.

## Nebenwirkungen
Bekannt sind Beschwerden im Magen-Darm-System (Übelkeit, Durchfall, Erbrechen) sowie Schwindel und Kopfschmerzen.
Außerdem besteht die Gefahr einer allergischen Reaktion; bei vorhandener Allergie auf β-Lactam-Antibiotika – wie etwa Penicillin – ist eine Kreuzreaktion möglich.

## Stereochemie

Strukturformel von Cefuroximaxetil, einem Gemisch von zwei Diastereomeren, die sich stereochemisch in der Seitenkette unterscheiden (die Konfigurationsangabe dort ist blau markiert).

Cefuroximaxetil ist ein Prodrug in Form eines Resorptionsesters. Es wird im Körper durch Esterasen enzymatisch hydrolysiert und dadurch in das antibiotisch aktive Cefuroxim umgewandelt. Die rac-1-(Acetyloxy)ethyl-Esterkomponente im Cefuroximaxetil hat ein chirales C-Atom; Cefuroximaxetil kommt als Gemisch der beiden Diastereomere vor.

## Freiname
Der Freiname setzt sich aus „Cef“ (Cephalosporine), „fur“ (furyl), „oxim“ und „axetil“ (acetyloxy-ethyl) zusammen.

## Handelsnamen
Monopräparate
Cefurax (D,A), Cefurox (D), Curocef (A), Elobact (D), Zinacef (CH), Zinnat (A, CZ, CH), Xorimax (CZ), zahlreiche Generika (D, A, CH)